# Theodor Uppman
Theodor Uppman (San Jose, 12 gennaio 1920 – New York, 17 marzo 2005) è stato un baritono statunitense.

## Biografia
Nato in California in una famiglia di origini svedesi, Theodor Uppman studiò canto al Curtis Institute of Music di Filadelfia e poi si trasferì a New York per perfezionarsi privatamente con il soprano Beverley Peck Johnson. Esordì nel 1941 con la Northern California Symphony Orchestra, ottenendo un primo successo nel 1947 quando interpretò Pelléas in Pelléas et Mélisande con la San Francisco Symphony Orchestra; nel 1948 tornò a cantare il ruolo alla New York City Opera.
Nel 1951 intanto aveva fatto il suo debutto al Covent Garden cantando nel ruolo dell'eponimo protagonista nella prima mondiale del Billy Budd di Benjamin Britten, che aveva in realtà scritto il ruolo per Geraint Evans. Il 27 novembre 1953 esordì alla Metropolitan Opera House come Pelléas, inaugurando così un sodalizio con il Met durato ventiquattro anni e che lo avrebbe visto calcare le scene del teatro per un totale di 395 rappresentazioni in quattordici ruoli diversi, tra cui Masetto in Don Giovanni, Guglielmo in Così fan tutte, Papageno ne Il flauto magico, Paquillo in La Périchole e Sharpless in Madama Butterfly, con cui diede il suo addio alla compagnia l'8 aprile 1978.
Sposato con Jean Seward dal 1943 e padre di due figli, insegnò canto alla Mannes School of Music e alla Manhattan School of Music. Morì nel 2005 all'età di 85 anni.

## Discografia parziale
- Offenbach - La Perichole (Paquillo) - Patrice Munsel/Rosalind Elias/Cyril Ritchard/Alessio De Paolis/Paul Franke/Heidi Krall/Madelaine Chambers/Metropolitan Opera Orchestra & Chorus/Calvin Marsh/Ralph Herbert/Charles Anthony Caruso/Jean Morel/Alessio De Paolis, 1957 Naxos
- Mozart - Don Giovanni (Masetto) - Jan Peerce/Eleanor Steber/Fernando Corena/Cesare Siepi/Roberta Peters/Studio Chorus/Karl Böhm/Giorgio Tozzi/Studio Orchestra/Lisa Della Casa/Jan Peerce, 1958 West Hill Radio Archives
- Mozart - Il flauto magico (Papagena) - con Nicolai Gedda, Gloria Davy, Roberta Peters, Mildred Allen, Giorgio Tozzi - Dir. Erich Leinsdorf - Met 1958 ed. Bensar
- Debussy - Pelléas et Mélisande (Pelléas) - con Victoria de los Ángeles, Regina Resnik, George London, Giorgio Tozzi - Dir. Jean Morel - 1959 Walhall